# Skaratki
Skaratki (Stara Wieś-Skaratki; w potocznym użyciu stosowana również nazwa Stara Wieś) – wieś w Polsce położona w województwie łódzkim, w powiecie łowickim, w gminie Domaniewice.
Wieś duchowna położona była w drugiej połowie XVI wieku w powiecie sochaczewskim ziemi sochaczewskiej województwa rawskiego. Była wsią klucza chruślińskiego arcybiskupów gnieźnieńskich. W latach 1975–1998 miejscowość administracyjnie należała do województwa skierniewickiego.
Odkryto tu pierwsze ślady człowieka w województwie łódzkim. Jest to kość mamuta z nacięciami pochodząca z czasów starszej epoki kamiennej (54 tys. lat p.n.e.).
8 września 1939 wkraczający do wsi żołnierze Wehrmachtu zamordowali 10 mieszkańców wsi.

## Urodzeni w Skaratkach
- Antoni Wilk – konserwator zabytków
- Wacław Żak – działacz ruchu ludowego